# Alexandre Vannucchi Leme
Alexandre Vannucchi Leme (Sorocaba, 5 de outubro de 1950 — São Paulo, 17 de março de 1973)  foi um líder estudantil brasileiro. Foi assassinado no contexto de sua oposição à ditadura militar.
É um dos casos investigados pela Comissão da Verdade, que apura mortes e desaparecimentos na ditadura militar brasileira.

## Biografia
Alexandre Vannucchi Leme nasceu em 5 de outubro de 1950, em Sorocaba (SP), filho dos professores José de Oliveira Leme e Egle Maria Vannucchi Leme. De família católica, sua mãe tinha um irmão padre e três irmãs religiosas, Alexandre era o mais velho dentre os seis irmãos, as meninas Maria Regina, Maria Cristina, Miriam e Beatriz, e o menino José Augusto. Teve uma vida escolar exemplar em Sorocaba e Itu (SP). Cursava o quarto ano de Geologia da Universidade de São Paulo (USP) quando foi preso pelos agentes do DOI-CODI/SP, durante o período do regime militar, conhecido como anos de chumbo. Alexandre foi morto aos 22 anos, em 17 de março de 1973.
Sobrinho do então padre Aldo Vannucchi, que fora assistente da Juventude Operária Católica e preso no início da ditadura militar.

## Militância Estudantil
Em 1973, Alexandre Vannucchi Leme cursava o quarto ano de Geologia na USP. Ótimo aluno, foi o primeiro colocado no vestibular, participava do movimento estudantil, era o representante dos estudantes na Congregação do Instituto de Geociências e militava no grupo clandestino Ação Libertadora Nacional (ALN).
Partilhava de todas as lutas comuns aos estudantes da época: contra o ensino pago, contra a falta de verbas, contra o fechamento do CRUSP. Por outro lado, como estudante de Geologia, foi extremamente preocupado com a questão dos recursos naturais do país devastados pelo capital estrangeiro. Sobre o ciclo da exploração do ferro, editou um boletim especial do Centro Acadêmico da Escola, no qual enumerava as principais jazidas e empresas exploradoras. Tomou posição contra a Transamazônica, do modo como estava sendo feita. E passou a fazer, junto com outros colegas, exposições e palestras em outras faculdades e escolas do 2° grau.
Apelidado de “Minhoca” pelos colegas estudantes, Alexandre teve seu nome muito conhecido devido a mística gerada no movimento estudantil em torno dos fatos que envolveram sua morte inesperada, aos 22 anos. Enquanto o governo afirmava publicamente que ele teria sido vítima de atropelamento, líderes estudantis alegavam que sua morte teria acontecido por tortura durante interrogatório.

## Prisão e Morte
Alexandre Vannucchi Leme havia sido preso pela Operação Bandeirantes pela sua participação ativa no grupo armado Ação Libertadora Nacional (ALN), que combatia a ditadura militar de então.
De acordo com documentos da Comissão da Verdade, Alexandre foi visto pela última vez na USP, em 15 de março de 1973, quando assistia às aulas. Foi preso pelos agentes do DOI-CODI/SP em 16 de março de 1973, por volta das 11 horas.
A morte de Alexandre foi justificada pelos torturadores, diante da acusação dos demais presos políticos, como tendo sido provocada por suicídio com auxílio de uma lâmina de barbear. Tal versão foi desmentida nos depoimentos prestados na 1ª Auditoria Militar, em julho de 1973, pelos seguintes presos políticos: Luís Vergatti, César Roman dos Anjos Carneiro, Leopoldina Brás Duarte, Carlos Vítor Alves Delamônica, Walkíria Afonso Costa, Roberto Ribeiro Martins, José Augusto Pereira, Luís Basílio Rossi e Neide Richopo.
Em 23 de março de 1973, quando os órgãos de segurança divulgaram sua morte, a versão apresentada era a de que Alexandre fora atropelado ao tentar fugir da prisão na rua Bresser, em São Paulo, quando era levado ao Hospital das Clínicas. conforme as notícias publicadas nos jornais A Gazeta e Jornal da Tarde.
Os pais começaram a procurar por Alexandre em 20 de março após receberem um telefonema anônimo dizendo que seu filho estava no DOPS/SP. Ao chegarem ao departamento foram informados de que ali não havia nenhum registro no nome de Alexandre. Procuraram ainda no DEIC, no Degran e no DOI-CODI, mas não obtiveram qualquer informação. José de Oliveira veio a tomar conhecimento da morte de seu filho ao ler uma notícia no jornal Folha de S.Paulo.
Segundo o atestado de óbito, a morte de Alexandre ocorreu em 17 de março e seus dados de identificação eram conhecidos pela polícia. Contudo, foi sepultado como indigente, sem caixão, em cova rasa forrada de cal virgem, a fim de que a decomposição do corpo fosse acelerada e as marcas evidentes das torturas que o levaram à morte fossem apagadas. A necropsia assinada pelos legistas Isaac Abramovitc e Orlando Brandão, em 22 de março de 1973, confirmou a falsa versão oficial, segundo a qual Alexandre teria se atirado sob um veículo, sofrendo contusão na cabeça.
Os delegados de polícia Sérgio Paranhos Fleury e Edsel Magnotti, ao falarem com o pai de Alexandre, forneceram versões díspares e contraditórias para a causa da morte: Fleury confirmou a versão "oficial", de que Alexandre fora morto atropelado, e até lhe ofereceu, como um macabro presente, a placa do caminhão que o teria matado. Já Edsel Magnotti afirmou que Alexandre teria cometido suicídio.
Em 11 de abril de 1973, o advogado representante da família Vannucchi, Mário Simas, requereu junto ao Ministério Público a participação de um promotor público para acompanhar o inquérito policial instaurado pelo DOPS com o objetivo de apurar a morte de Alexandre.O inquérito foi encaminhado para a 2ª Auditoria Militar e o juiz auditor Nelson da Silva Machado Guimarães o dirigiu ao comandante do II Exército. Contudo, o caso foi arquivado sem solução.
Mesmo com toda a repercussão e protestos envolvendo a morte do estudante, a versão do DOI-CODI/SP de morte por atropelamento foi mantida. Apesar de seus familiares terem constituído advogado após a notícia de sua prisão, somente dez anos depois puderam resgatar os restos mortais de Alexandre.
Diante de denúncias e depoimentos precisos e contundentes que mostravam contradições nos relatos e nos autos, o ministro do Superior Tribunal Militar (STM), general Rodrigo Octávio Jordão Ramos, requereu apuração dos fatos em 26 de abril de 1978, tentando reabrir o inquérito, mas seu voto foi vencido por 13 a 1.
Em depoimento publicado na Folha de S.Paulo, em 27 de abril de 1978, a auxiliar pedagógica Neide Richopo, ex-presa política, contou que "além de ser torturada e de assistir torturas praticadas outras pessoas, presenciou também o assassinato de um rapazinho no DOI, chamado Alexandre; que se ouviam os gritos de tortura de Alexandre durante dois dias e que, no segundo dia, ele foi arrastado, já morto, da cela onde ele se encontrava, e depois disso, os interrogadores apresentaram, pelo menos, três versões sobre a morte dele como sendo suicídio, sendo que a versão oficial é totalmente diferente das três anteriores, que era de que ele havia sido atropelado; que jamais poderia ser atropelado porque já estava morto quando saiu do DOI. Que tudo o que disse com referência à morte de Alexandre é porque encara isso como meio de coação psicológica. Se a interrogada não assinasse o seu depoimento, poderia acontecer com ela o mesmo que aconteceu com Alexandre".
De acordo com biografia de Alexandre Vannucchi publicada pelo Jornal do Campus, editado pelo Departamento de Jornalismo e Editoração da ECA-USP, em 16 de outubro de 1986, ninguém viu Alexandre ser preso, mas no dia 16 de março de 1973, ele já estava sendo torturado na Operação Bandeirantes (DOI-CODI/SP). Sob o comando do então major Carlos Alberto Brilhante Ustra, Alexandre foi barbaramente espancado durante toda a noite. Seus gritos o testemunhavam. Para a cela, voltou carregado da sala de torturas. Ainda pôde dizer aos outros presos: “Meu nome é Alexandre Vannucchi Leme, sou estudante de Geologia, me acusam de ser da ALN… eu só disse meu nome”. […] Na CEMDP, seu caso (284/96), tendo como relatora Suzana Keniger Lisbôa, foi aprovado por unanimidade em 18 de janeiro de 1996. Em 17 de março de 2014, dia em que se completavam 41 anos de sua morte, sua família recebeu o atestado de óbito retificado em que a causa da morte é reconhecida como "lesões provocadas por tortura" e o local como "dependências do II Exército: DOI-CODI SP".

## Repercussões da Morte

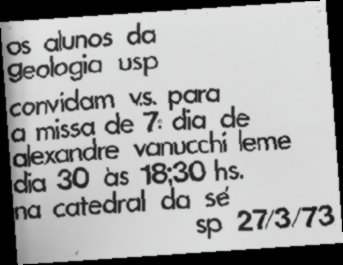
Comunicado da Missa de Alexandre Vannucchi Leme

Uma assembleia, realizada no Instituto de Geologia em 23 de março de 1973, aprovou a proposta de realização de uma missa de sétimo dia, a formação de uma comissão para apurar as circunstâncias da sua morte e das prisões de outros estudantes e decidiu decretar luto e organizar uma paralisação simbólica de protesto com as demais faculdades da USP. Três dezenas de centros acadêmicos (dezoito da USP, três da PUC/SP e seis da PUC/RJ, além de outros do interior de São Paulo) lançaram um comunicado sobre a morte de Alexandre, lamentando o episódio e declarando luto.
O jornal O Estado de S. Paulo publicou, em 29 de março de 1973, nota de falecimento de Alexandre feita pelos seus colegas do curso de Geologia e o convite para a missa de sétimo dia.
A 30 de março de 1973 foi celebrada missa em sua intenção na Catedral da Sé, pelo arcebispo de São Paulo Dom Paulo Evaristo Arns, na presença de cerca de cinco mil pessoas, que contou com artistas, autoridades, oposições sindicais, sindicatos e associações que protestavam contra a tortura e que se manifestaram contra a versão oficial da morte. Mais de cinco mil pessoas acorreram ao ato.
Os pais do estudante pressionaram os órgãos do regime por dez anos para que o corpo do estudante pudesse ser sepultado em sua cidade natal em 1983.
O DCE Livre da Universidade de São Paulo, primeira agremiação independente organizada durante a ditadura militar brasileira, reorganizado em 1976, adotou o seu nome.
Em 11 de novembro de 1983, uma Escola Estadual de Primeiro Grau em Ibiúna (SP) passou a chamar-se Alexandre Vannucchi Leme.
Seu nome também designa uma praça em Sorocaba, localizada próxima à casa onde residiu com seus pais, uma Escola Municipal de Ensino Fundamental localizada na Cohab Inácio Monteiro (Cidade Tiradentes) e uma rua do distrito de Iguatemi em São Paulo (SP) e o Centro Acadêmico de Filosofia da PUC-PR.
Para além disso o Diretório Central dos Estudantes da Universidade Sorocaba, fundado em 1992, o adotou como patrono. Assim como o Centro Acadêmico de Direito da mesma universidade.
A sua morte sob tortura foi similar as que aconteceriam nos anos seguintes, como o assassinato do jornalista Vladimir Herzog, em 1975 e do operário Manuel Fiel Filho, em 1976. Estes foram, entre tantos outros mortos pela tortura, os que se tornaram centrais como símbolo na luta pela anistia que mobilizou o país de forma massiva a partir de maio de 1977.

## Homenagens
Alexandre Vannucchi Leme é uma das 53 vitimas da ditadura homenageadas com placas em cemitérios paulistas, em 2017. A sua está localizada no cemitério Dom Bosco em São Paulo, juntamente com outros militantes, como Alex de Paula Xavier Pereira e Ângelo Arroyo.
Uma escola da Prefeitura de São Paulo também leva seu nome. A EMEF Alexande Vannuchi Leme fica localizada no bairro do Conjunto Habitacional Inácio Monteiro, próximo a Guaianases, na Zona Leste da cidade.
O Diretório Central dos Estudantes - Livre da Universidade de São Paulo, entidade representativa do corpo discente da instituição, homenageia Alexandre Vannucchi Leme desde de sua refundação em 1976.

## Leituras adicionais
- IKEDO, Fernanda. Ditadura e Repressão em Sorocaba: Histórias de quem resistiu e sobreviveu. LINC, 2003.
- COMISSÃO DA VERDADE DO Estado de S. Paulo - RUBENS PAIVA (https://web.archive.org/web/20140516134057/http://www.comissaodaverdade.org.br/caso_integra.php?id=66)